# 2011年大连市反对PX项目游行
大连反对PX项目游行（大连PX事件）是指2011年8月14日中国辽宁省大连市民众抗议对二甲苯（化工業簡寫PX）化学工程项目的公民抗議運動。日本媒體報道大約一萬兩千人參與了示威，為六四天安门事件後中國北方最大規模的抗議示威，參與人數已突破中國當時相似事件的規模。该事件促使中共大连市委和大连市人民政府于当天作出将福佳大化PX项目立即停产并搬迁的决定。示威當晚派出大量武警驅散示威民眾。

## 背景
大连PX项目是由大连福佳集团（福佳集团创始人为王义政，王义政曾任大连市房产局消防工程三处科员、副处长、处长，1996年辞职下海，並于1998年创建了福佳集团的前身安富消防设备制造有限公司和福佳消防工程有限公司。）和大化集团（成立於1996年11月）一同投资建设，此项目共占地面积80公顷，包括流动资金在內一共投资95亿元，年产量為70万顿芳烃，年產值约260亿元還可纳税20亿元左右，被称作为中國最大的PX项目，主要用在有机化工基础原料。2005年12月福佳大化PX工厂通过国家发改委核准并被列为“大连市政府六大重点工程”之一，2007年10月项目开始動土施工，2008年11月18日完成装置建设，2009年5月试生产此年6月21日正式運營，然而此項目在2010年4月才经辽宁省环保厅核准进行试生产，2010年11月份才對此竣工项目公布环保验收的监测和调查结果，在获批试生产前近10个月和国家公示环保验收结果前近17个月就投產。環境評估報告告中稱有66.7%的被调查者支持专案的建设但找不到任何聽證會記錄，很多民眾不知有此工廠存在。有資料表明福佳PX工厂主要構筑者為福佳集团董事长王义政。
2010年7月16日中石油输油管线发生爆炸时曾引发大连市附近海域的严重漏油和城区严重污染；同年的10月24日同一出事地点发生了第二次爆炸。接连的环境事故引发的严重环境污染的恶性事件逐步引发大连市民强烈不满。

### 堤壩安全
2011年2月18日大连环保局公布的《防波堤兼码头工程的环评报告》中稱防波堤为福佳大化公司PX自備码头工程中1万吨级泊位的续建工程，工程性質為擴建而目的為防浪，防波堤也附帶碼頭的用處。2010年1月防波堤兼码头擴建工程完成建設，但大连市港口与口岸局在2010年12月20日才正式批准工程的设计與方案，此防波堤擴建工程同樣為未審先建。對防波堤的評估報告稱最主要的風險隱患為陆域管道泄漏和海上漏油事故而引发火灾、爆炸等，主要进行了陆域和海域等风险评估，海域风险中沒有把潰壩與海水入侵考慮在內為潰壩埋下了隱憂。

## 起因

### 堤壩被毀
2011年8月8日上午，受台风梅花影响，10點30分左右海水冲击讓大连金州开发区福佳大化PX工厂的500─600米的堤壩其中兩段垮塌，每段潰堤長約三十幾米，两个PX儲蓄罐離被毀的南段堤壩只有50米上下的距离，當時大連地區海岸風力高達8級，岸邊海浪高達20米，若海水倒灌，情況會很嚴重。福佳PX廠處於大連市區的東北部，冬春季常刮北風，為大連上風口。当地的抢险指挥部提出了包括一旦发生泄漏立即组织社区和企业人群疏散的预案，当地的公安、武警和解放军已做好了疏散的准备，这一消息在当地引发了恐慌，有媒体和市民质疑是否有有毒物质泄漏，同時有些媒體表示對於PX的恐懼非常不理性。事發後有400臺次大工程車運載石料泥土圍堵垮塌處，不久后溃堤风险得到有效控制，尚未发现有毒气体泄漏，但这一事件引发当地居民的严重不满。

### 央视記者被毆
央視记者前去福佳大化采訪時被毆打使整个项目曝光于社会舆论之下，福佳大化的董事长還宣稱“放进一个记者，要你们的命”，當時很多包括新華網在內的媒體報導了央視記者遭殴打這一新聞，致使大连市民重新审视这一项目，并最终形成此次公民运动的一个导火索。
事發當天下午4時央視記者在大連市交警部門的指揮下進入廠區準備采訪，廠區衝出十人多推搡阻攔記者動手搶奪記者攝像機還毆打記者，且沒有負責人到現場。上午12時此場景也曾出現，當時記者只要開啟攝像機還沒說明意向就十多人圍上來推搡搶奪記者攝像機，工作人員出手傷人打壞記者機器。首批到達現場的記者也同樣遭到此待遇，同時到達現場的公安系統內部記者也遭圍車輛甚至被砸。
事发当天下午6点，曾准备在中央电视台新闻频道播出的相关记者采访及被打经过的新闻，被临时撤下，仅以口头方式播报了堤坝垮塌情况，对记者被打事实及视频未进行播出。
在大連市委副秘書長、大連市委宣傳部外宣處長及大連金州開發區公安局局長的協調下記者同樣不能靠近垮塌現場，幾名負責人也被毆打。事後11人被警方控制。

## 安全
PX（对二甲苯）為低致癌物。根据国际癌症研究机构（IARC）的归类，对二甲苯属于第三类致癌物质，即缺乏对人体致癌性证据的物质；美国政府工业卫生学家会议（ACGIH）将其归类为A4级，即缺乏对人体、动物致癌性证据的物质。PX的液体和蒸汽均可燃。会造成水污染，蒸汽接触会导致中毒，存在对皮肤和眼的刺激性和全身（神经中枢）毒性。据SDS报告致癌性和生殖细胞变异原性被列为"区分外"(GHS中危害性最低的等级)。
实际上，不少发达国家的PX厂，实际并无所谓的要求近百公里的“安全距离”的问题，如，美国休斯敦PX设施距城区仅1.2公里；新加坡裕廊岛埃克森美孚炼厂PX设施相距居民区不过0.9公里；日本横滨NPRC炼厂PX设施和居民区相隔不过一条高速公路等。而所谓的“国际组织规定PX项目至少应该离城市100公里才安全”的传言完全是子虚乌有的。

## 游行
潰壩事件發生後8月9日大连市委、市政府将PX项目搬迁论证问题公之于众。8月14的示威遊行很多都是大學和高中生及年輕公民。

### 前期準備
8月14日前一周，大连市各辖区党支部对本支部党员下达口头任务，8月14日党员必须到人民广场，参加所谓“散步”活动。国内各大论坛及QQ也纷纷出现号召市民于8月14日前往人民广场进行散步的消息。

### 集会游行

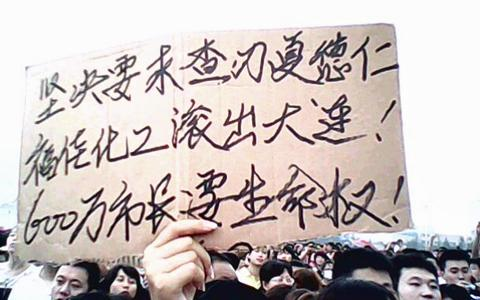
大连反对PX游行当日示威群众所舉的標語

8月14日，大连市民到位于人民广场的市政府进行示威集会，随后展开游行，現場網友製做許多反PX的文化衫並多次唱起國歌。据新华社报道当天共有12000多名大连市民上街游行并在市政府大楼前请愿示威，要求政府下令让这家化工厂搬出大连。
8月14日晨间很多市民聚集在友好广场，然后高喊口号游行至市委接著前往人民广场，其间游行人群多次受到军警阻拦但未爆发冲突。游行人群抵达人民广场，現場有“我们要生存、我们要环境、还我大连、PX滚出大连”等标语，還有人戴著防毒面具手举“还我空气”横幅，一位女生哭著舉著标语“救救我的家乡”。大家原地坐下继续喊口号并要求市长出面与市民对话。上午10时许大连市委书记唐军出现在一辆警用面包车上向游行市民喊话。在唐军宣布福佳大化px项目即日停产并尽快搬迁后，群众表示要求唐军给出期限，唐军并没有正面回应，而是回答“尽快”后，市民高喊“滚蛋”，唐军随后也离开了现场。
中午時市民提出了四點要求：
1. 立即停产
2. 宣布搬迁时间
3. 追究责任人
4. 媒体公开事件

### 政府妥协
大连市委市政府14日下午最终做出决定，福佳大化PX项目立即停产并正式决定该项目将尽快被搬迁，但拒绝透露搬迁的地点和时间引起群众不满。當天下午18時中央電視臺简要播出了大连决定搬迁PX项目的消息。

### 入夜驱散
有照片显示当天上午有武警聚集在实验小学的操场上。据一些大陆境外媒体报道，游行当晚大连方面出动大量防暴警察，從外地包括瀋陽調來很多警力，警察手拿盾牌及警棍逼退示威者，还封鎖道路，个别警察可能有不理性的举动，当晚被围困者中很多是高中大学的学生。Youtube视频以及网络照片显示游行被驱散（大连游行（页面存档备份，存于））。
据知情人士反映当晚军警抓捕的民众被关押在大连市实验小学，大部分民众在“备案”后释放，其他人则被短暂拘留。

## 媒体控制
游行当日政府强力打压媒体，中宣部下达禁令不准全国所有报刊网站等媒体报道大连市民此次活动，只能引用新華社的報道，所有国内网站图片视频被删除唯有境外网站目前仍存有视频及照片户。据集会市民反映在人民广场区域无法发彩信和微博，腾讯微博不允许大连的IP发微博，新浪微博屏蔽甚至删除部分大连IP用户。游行地区手机信号被屏蔽并将“大连”、 “散步”列为敏感词，搜索后显示“根据有关法规相关结果无法显示”。百度亦无法搜索到此次事件有关报道。

### 三联生活周刊报道此事
虽然事后政府当局对此事一再打压，但《三联生活周刊》仍以“搬不走的化工厂”为题报道此事，且刊登集会照片一张（但未涉及广场上的大批军警），而且更是采访被警方控制的群众——“老吉”（化名），其在该周刊自称他是印制当天反PX的衬衫及宣传品的人。

## 示威之後
当日游行后政府派出约400便衣警察尾随跟踪部分群众，并于活动后期派多人以各种摄像照相设备记录参与者。8月15日大連有學生到福佳總部抗議並要求他們搬遷並公佈內幕。至2011年8月17日外地调入的武警和防暴警察基本离开大连，但是大连本地警察在市政府附近部署。

## 工廠後續
路透社得到消息称，该工厂在示威當天仍在正常运行，2012年12月24日新京報報道，大連福佳集團一高管證實，該公司PX項目已復產，沒有搬遷消息，並稱「生產就從沒停過」；公司一位工作人員說，福佳大化已恢復PX生產近一年，而且PX在公司內部是禁忌話題，並嚴禁員工洩露復產消息。而在記者獲得的大連金州新區管委會發給大連海關的「申請協助福佳大化集團辦理相關業務」的函件上，大連市委的意見為：「在積極推進搬遷工作的同時，在安全隱患徹底消除，同意恢復生產。2011年12月7日」，外界在此報道前無法得知此復產消息。此報道刊出的三天後，大連市政府對外回應稱「2011年12月，召開大連西中島石化產業園區規劃和福佳大化等大孤山半島石化企業整體搬遷改造規劃方案專家論證會，邀請國內知名石化和環保領域專家參與論證。2012年7月，《搬遷規劃方案》通過了國家權威咨詢機構（中國國際工程咨詢有限公司）的評估論證。後續工作正在按程序推進中」。

## 影響
大連民眾成功的反對PX，很有可能會出現擴散現象，有類似事件時當地居民會借鑑大連經驗要求地方政府對各種項目進行解釋，用公民理性力量讓化工廠搬離。

## 评价

### 正面
持不同政見者楊建利認為此次大連反對PX示威與四年前的廈門反對PX游行相比中國社會公民意識提升、公民社會逐漸成形，借助現代的通訊工具與網絡媒體民眾的動員效率得到很大程度上的躍升，發動此次示威沒有明確的領袖，動員方式表現了現代公民運動的特點。政府的鬆動體現了公民力量在此次事件裏得到展現，遊行後相比民主國家中共高效率的采納民意表示了中共對於社會穩定十分沒有自信，擔心類似的事情向其他地方蔓延。中共近年來已不敢強行暴力鎮壓，而是采取一柔一剛的兩手手段。
楊建利還認為，大連示威反映示威事件從內陸及小城市往大城市與沿海擴散，民官對立逐漸表面化，表現出中國社會日益尖銳的利益與權力矛盾，民眾對於自身公民權力意識提高。大連市民的示威中表現出的理性、成熟符合了非暴力抗爭的基本原則，駁斥了外界對於中國人有關「中國人素質低，不適合搞民主」的論調和擔憂。

### 负面
PX并非为剧毒物，但是在大连反对PX游行的前期宣传中，策划者的信息中有意无意的极度夸大了PX的危害性。例如“这种巨毒化工品一生产，大连意味着放了一颗原子弹”等宣传语也用在了游行鼓动上并起到了一定的效果。一些人认为事件中的大连市民并不理性。

### 其他
参与游行的人群在大连市委曾喊出“共产党万岁”和“我们爱书记”的口号，所以此次抗议示威区别于通常的广场集会与游行抗议，并非出自反政府意愿，仅仅是出于保护环境、驱逐污染企业，而向执政者的“和平请愿”。